# IG Metall
De Industriegewerkschaft Metall, kortweg IG Metall, is met 2,270 miljoen leden de grootste vakbond van Duitsland en tevens 's werelds grootste georganiseerde arbeidersorganisatie.
Nadat de ledentallen in de jaren 1990 en 2000 terugliepen (in 1990 waren er nog 2,679 miljoen leden), is het ledental in 2011 weer iets gestegen. Ongeveer een half miljoen leden van de massabeweging zijn senioren. Daarnaast zijn in de jongerenafdeling nog eens ongeveer 227 000 leden actief.